# Walter Hertel

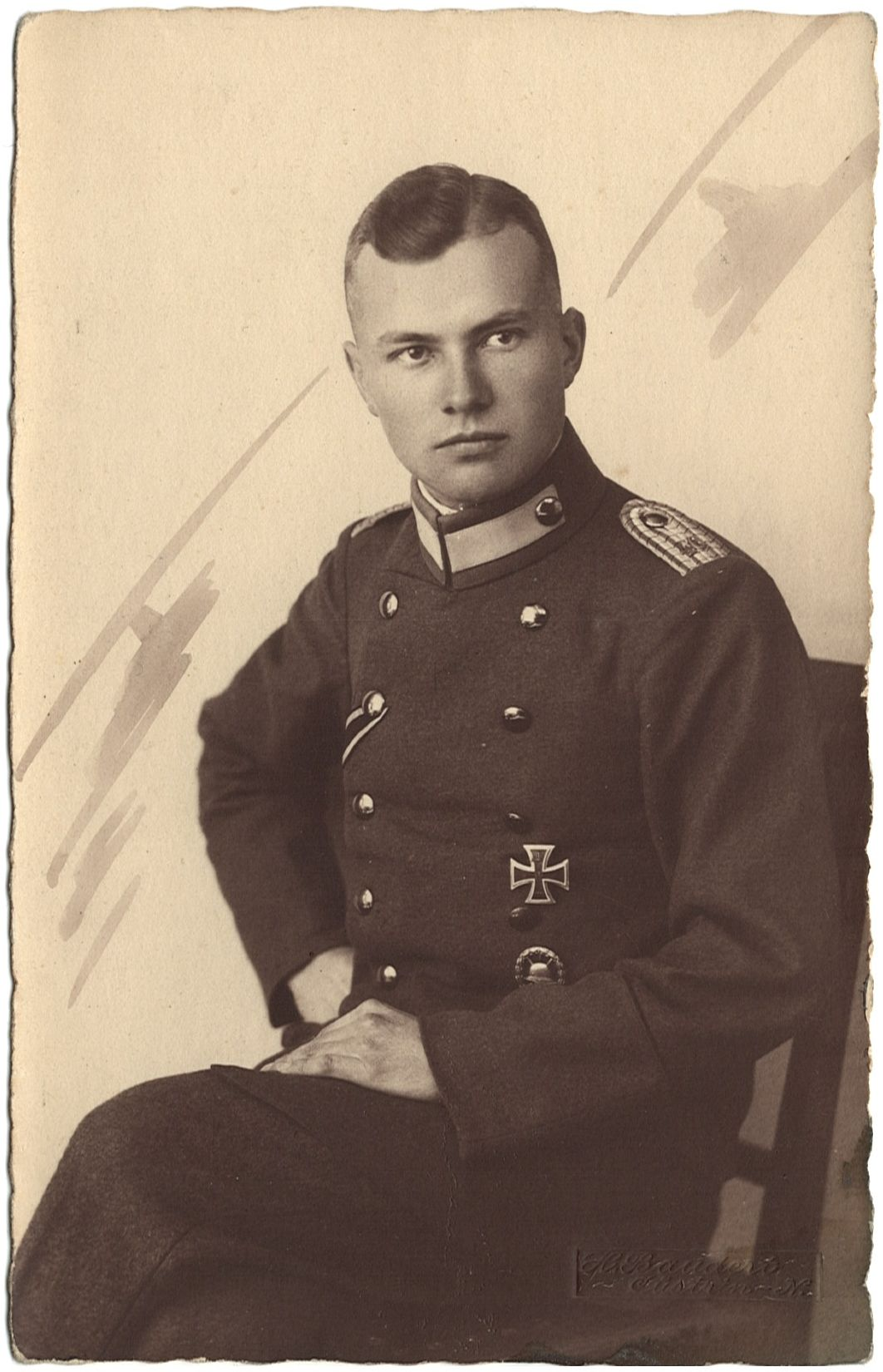
Leutnant Hertel (1920)

Walter Hertel (* 26. Februar 1898 in Großörner; † 8. Juli 1983 in Stuttgart) war ein deutscher Offizier, zuletzt Generalingenieur der Luftwaffe (Wehrmacht).

## Leben
Walter Hertel besuchte von 1904 bis 1916 die Volksschule, Höhere Knabenschule in Hettstedt und das humanistische Martin-Luther-Gymnasium Eisleben. 1916 trat er als  Fahnenjunker in das Infanterie-Regiment „Graf Kirchbach“ (1. Niederschlesisches) Nr. 46 ein. Zwischen 1917 und 1918 nahm Hertel an den Kämpfen in Flandern und Nordfrankreich teil und wurde insgesamt dreimal verwundet. Nach seiner Beförderung zum Leutnant am 16. Januar 1918 diente Hertel von 1919 bis 1920 im Grenzschutz der Reichswehr in Schlesien bei Küstrin und in Frankfurt (Oder).
In den Jahren 1921 bis 1924, nachdem er eine praktische Tätigkeit ausgeübt hatte, nahm Hertel das Studium des allgemeinen Maschinenbaus speziell des Kraftfahrzeug- und Flugzeugbaus an der TH Stuttgart auf. Er beendete das Studium mit dem Abschluss als Diplom-Ingenieur. Von 1924 bis 1926 war Hertel als wissenschaftlicher Mitarbeiter am Lehrstuhl für Kraftfahrzeug- und  Flugzeugbau tätig. Darauf folgten Assistenztätigkeiten an den Lehrstühlen Fabrikorganisation, Maschinenzeichnen sowie Flugzeug- und Fahrzeugbau. Weitere Stationen:  Fliegerschule bei der Sportflug GmbH in Böblingen,  Erprobungsstelle Rechlin und Verkehrsfliegerschule Berlin-Staaken. 1928 wurde er in das Heereswaffenamt Berlin, Abteilung Flugtechnik, Flugzeugentwicklung und anschließend in die Flugzeugbeschaffung sowie den Industrieausbau versetzt.

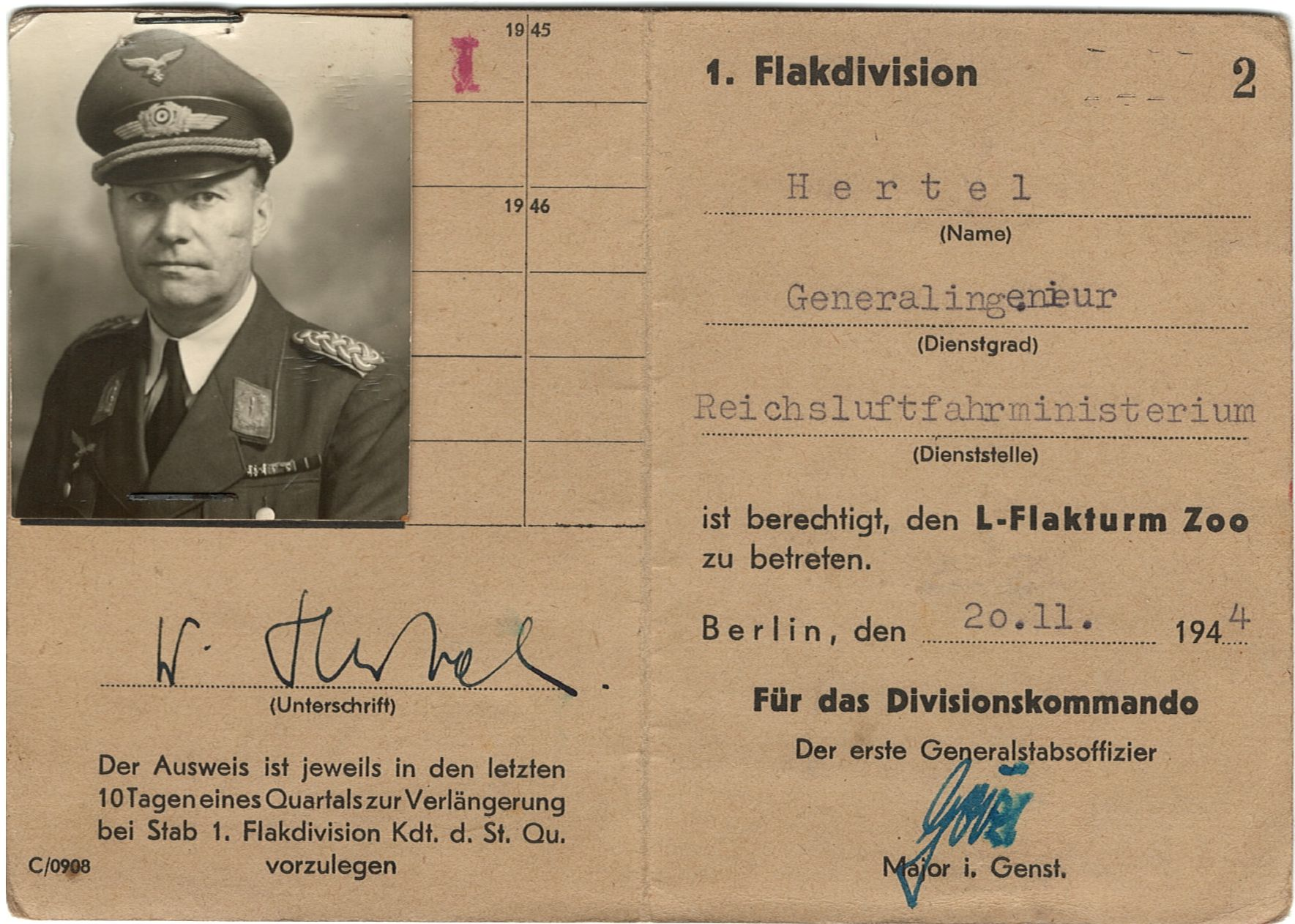
Zutrittsausweis für den L-Flakturm Zoo in Berlin, November 1944

Im Zeitraum von 1933 bis 1945 diente Hertel im Reichsluftfahrtministerium (RLM) anfänglich als Gruppenleiter der Flugzeugbeschaffung, im weiteren Verlauf als Abteilungsleiter zur Vertretung der Interessen des Technischen Amtes im Luftfahrtministerium beim Munitionsministerium. In dieser Zeit wurde er 1936 zum Oberstabsingenieur im neu aufgestellten Ingenieurkorps der Luftwaffe ernannt und 1938 zum Oberstingenieur befördert. Ab 1942 hatte Hertel den Rang des General-Ingenieurs inne. In seinem Verantwortungsbereich lag damit die Beschaffung des gesamten technischen Gerätes als Amtsgruppenchef im Reichsluftfahrtministerium beim Generalluftzeugmeister. Ab 1944 bis zum Kriegsende 1945 war Hertel mit Sonderaufgaben im Stab des Generalfeldmarschall Erhard Milch betraut und u. a. als Mitglied in den Aufsichtsrat der Junkers Luftverkehr AG berufen. Nach Kriegsende geriet Hertel in amerikanische Kriegsgefangenschaft. Nach mehreren Zwischenlagern gelangte er schließlich in das Internierungslager Garmisch-Partenkirchen. 1947 wurde er im Nürnberger Milch-Prozess als Zeuge vernommen. In den Folgejahren bis 1949 war er nach Krankheit und Arbeitslosigkeit als Schreiner in Fürth tätig. Ab 1949 konnte er wieder als Ingenieur und später auch als Abteilungsleiter in der Maschinenfabrik und Eisengießerei Albert Stotz AG arbeiten. Mit 71 Jahren schied er dort aus. Ab 1969 war er freier Mitarbeiter am Militärgeschichtlichen Forschungsamt in Freiburg.

## Ehrungen
- Dienstauszeichnungen der Klassen 1–4
- Eisernes Kreuz 2. und 1. Klasse
- Kriegsverdienstkreuz mit Schwertern 1. Klasse
- Spanisches Falange-Kreuz am Bande
- Orden der Heiligen Krone, Komturkreuz mit Stern
- Verwundetenabzeichen
- Ehrenbursche im Corps Rhenania Stuttgart

## Werke
- Die Flugzeugbeschaffung in der Deutschen Luftwaffe, Militärgeschichtliches Forschungsamt Freiburg, 2 Bände Unveröffentlichtes Manuskript, in MGFA Lw 16/1 und 2. (books.google.de)